# Sedan (quận)
Quận Sedan là một quận của Pháp, nằm ở tỉnh Ardennes, ở vùng Grand Est. Quận này có 6 tổng và 79 xã.

## Các đơn vị hành chính

### Các tổng
Các tổng của quận Sedan là: 
1. Carignan
2. Mouzon
3. Raucourt-et-Flaba
4. Sedan-Est
5. Sedan-Nord
6. Sedan-Ouest

### Các xã
Các xã của quận Sedan, và mã INSEE là: 
| 1. Amblimont (08009)              | 2. Angecourt (08013)               | 3. Artaise-le-Vivier (08023)         |
| 4. Auflance (08029)               | 5. Autrecourt-et-Pourron (08034)   | 6. Balan (08043)                     |
| 7. Bazeilles (08053)              | 8. Beaumont-en-Argonne (08055)     | 9. Bièvres (08065)                   |
| 10. Blagny (08067)                | 11. Bosseval-et-Briancourt (08072) | 12. Brévilly (08083)                 |
| 13. Bulson (08088)                | 14. Carignan (08090)               | 15. Cheveuges (08119)                |
| 16. Chéhéry (08114)               | 17. Chémery-sur-Bar (08115)        | 18. Daigny (08136)                   |
| 19. Donchery (08142)              | 20. Douzy (08145)                  | 21. Escombres-et-le-Chesnois (08153) |
| 22. Euilly-et-Lombut (08159)      | 23. Fleigneux (08170)              | 24. Floing (08174)                   |
| 25. Francheval (08179)            | 26. Fromy (08184)                  | 27. Givonne (08191)                  |
| 28. Glaire (08194)                | 29. Haraucourt (08211)             | 30. Herbeuval (08223)                |
| 31. Illy (08232)                  | 32. La Besace (08063)              | 33. La Chapelle (08101)              |
| 34. La Ferté-sur-Chiers (08168)   | 35. La Moncelle (08294)            | 36. La Neuville-à-Maire (08317)      |
| 37. Le Mont-Dieu (08300)          | 38. Les Deux-Villes (08138)        | 39. Linay (08255)                    |
| 40. Létanne (08252)               | 41. Mairy (08267)                  | 42. Maisoncelle-et-Villers (08268)   |
| 43. Malandry (08269)              | 44. Margny (08275)                 | 45. Margut (08276)                   |
| 46. Matton-et-Clémency (08281)    | 47. Messincourt (08289)            | 48. Mogues (08291)                   |
| 49. Moiry (08293)                 | 50. Mouzon (08311)                 | 51. Noyers-Pont-Maugis (08331)       |
| 52. Osnes (08336)                 | 53. Pouru-Saint-Remy (08343)       | 54. Pouru-aux-Bois (08342)           |
| 55. Puilly-et-Charbeaux (08347)   | 56. Pure (08349)                   | 57. Raucourt-et-Flaba (08354)        |
| 58. Remilly-Aillicourt (08357)    | 59. Rubécourt-et-Lamécourt (08371) | 60. Sachy (08375)                    |
| 61. Sailly (08376)                | 62. Saint-Aignan (08377)           | 63. Saint-Menges (08391)             |
| 64. Sapogne-sur-Marche (08399)    | 65. Sedan (08409)                  | 66. Signy-Montlibert (08421)         |
| 67. Stonne (08430)                | 68. Thelonne (08445)               | 69. Tremblois-lès-Carignan (08459)   |
| 70. Tétaigne (08444)              | 71. Vaux-lès-Mouzon (08466)        | 72. Villers-Cernay (08475)           |
| 73. Villers-devant-Mouzon (08477) | 74. Villers-sur-Bar (08481)        | 75. Villy (08485)                    |
| 76. Vrigne-aux-Bois (08491)       | 77. Wadelincourt (08494)           | 78. Williers (08501)                 |
| 79. Yoncq (08502)                 |                                    |                                      |